# Cienka niebieska linia (serial telewizyjny)
Cienka niebieska linia (tytuł oryginalny The Thin Blue Line) – brytyjski telewizyjny serial komediowy z Rowanem Atkinsonem w jednej z głównych ról.
Fabuła serialu przedstawia zabawne zdarzenia z życia posterunku policji w fikcyjnym brytyjskim mieście Gasforth.
Serial był emitowany w Polsce w stacjach TVP1 (od 4 lipca 1997), RTL7 i Polsat; w 2005 roku został wydany na DVD przez Polskie Media Amercom w ramach tygodnika TV Okey!. W 2007 roku został wydany na DVD ponownie, tym razem przez Epelpol Entertainment.

## Obsada
- Rowan Atkinson jako inspektor Raymond Fowler
- David Haig jako detektyw inspektor Derek Grim
- Serena Evans(inne języki) jako sierżant Patricia Dawkins
- James Dreyfus(inne języki) jako posterunkowy Kevin Goody
- Mina Anwar jako posterunkowa Maggie Habib
- Rudolph Walker(inne języki) jako posterunkowy Frank Gladstone
- Kevin Allen(inne języki) jako posterunkowy Robert Kray (seria 1)
- Mark Addy jako detektyw Gary Boyle (seria 2)
- Joy Brook jako detektyw Crockett (seria 1; dwa odcinki)
- Lucy Robinson jako Dame Christabel Wickham, The Mayoress of Gasforth (seria 2; 3 odcinki)

## Wersja polska (lektor)

### Odcinki 1, 3-5
Wersja polska: GM RECORDS na zlecenie AMERCOM

Tekst:
1. Juwenalia.
2. Urodziny królowej.
3. Nocna zmiana.
4. Podpucha.
5. Ogień i terror.

- Augustyn Dobrzański (odc. 1, 4),
- Łukasz Czarzasty (odc. 5)

Czytał: Stanisław Heropolitański

### Odcinki 2, 6-14
Wersja polska: STUDIO PUBLISHING na zlecenie POLSKIE MEDIA AMERCOM

Tekst:
6.Ta dzisiejsza młodzież.
7.Nadchodzą Święta.
8.Sprawa w toku.
9.Poprawność polityczna.
10.Nie bardzo ukryta kamera.
11.Kultura alternatywna.
12.Niebiescy do ataku.
13.Napad na drodze.
14.Zielonooki potwór.
- Łukasz Czarzasty (odc. 2, 6),
- Marek Baran (odc. 7-8),
- Grzegorz Schiller (odc. 9),
- Ewa Stochwicz (odc. 10-14)

Czytał: Janusz Kozioł